# Anja Reiß
Anja Reiß (* 26. Februar 1978) ist eine deutsche Filmregisseurin.

## Leben und Wirken
Anja Reiß absolvierte in Köln, Madrid und Mexiko-Stadt ein Studium der Regionalwissenschaft Lateinamerika. Während des Studiums war sie als freie Journalistin für Tageszeitungen tätig, schrieb für Stadtmagazine Filmkritiken und engagierte sich außerdem bei einer Radiowerkstatt. An der Filmakademie Baden-Württemberg studierte sie von 2008 bis 2012 Regie für Bildungs- und Wissenschaftsfilm.
Nach dem Studium folgten Praktika beim ZDF München (Redaktion Naturwissenschaft und Technik), bei Gebrüder Beetz Filmproduktion in Berlin und bei Bars and Tones Television in Pune/Indien.
Mehrere ihrer Studentenfilme wurden mit Nachwuchspreisen ausgezeichnet, auf Festivals gezeigt oder bei Phoenix gesendet. Der Dokumentarfilm Sag mir, wo du stehst über die Gedenkstätte Hohenschönhausen ist Bestandteil der DaF-Lehr-DVD Mittelpunkt für Fortgeschrittene (Klett Sprachen, 2013).
Anja Reiß lebt mit ihrem Mann in Berlin.

## Filmographie
- Digitale Ermittler – Truth Detectives. Dokumentarfilm, 2017
- Nano. Mehrere Beiträge, 2015/2016
- Wie 3D Druck unsere Welt verändert/Grüne Gentechnik. Wissenschaftsdokumentation, 2013/2015
- Die Rückkehr der Aramäer. Dokumentarfilm, 2012, 2013 auf Phoenix ausgestrahlt[4]
- Sag mir, wo Du stehst. Geschichtsdokumentation, 2010, 2011 auf Phoenix ausgestrahlt[5]
- Manager der Straße. Reportage, 2009

## Auszeichnungen
- 2009: 1. Preis Deutscher Wirtschaftsfilmpreis 2009, Kategorie: Nachwuchspreis für Manager der Straße[6]
- 2012: Alternativer Medienpreis für Sag mir, wo du stehst.[7]
- 2013: Nominierung für den Publikumspreis Kategorie „Bester Kurzfilm für Kids 2013“ auf dem Green-Screen-Festival für Jahrmillionen verschollen[8]
- 2015: 1. Preis Primus Truber – Journalistischer Nachwuchsfilmpreis/CFF FILMPREIS DAVID für Die Rückkehr der Aramäer